# Podagrion macrurum
Podagrion macrurum is een vliesvleugelig insect uit de familie Torymidae. De wetenschappelijke naam is voor het eerst geldig gepubliceerd in 1902 door Schrottky.